# Audran Labrousse
Audran Labrousse, né le 18 mai 1942 à Ferryville, aujourd'hui Menzel Bourguiba en Tunisie, est un archéologue et égyptologue français. Directeur de recherche du CNRS, il dirige la « Mission archéologique française de Saqqâra », créée en 1963 par le professeur Jean Leclant, jusqu'à fin 2007, date à laquelle il est remplacé à la tête de la mission par Philippe Collombert.

## Biographie
Avec son adjointe Catherine Berger-el-Naggar, ingénieure de recherche au CNRS, il a contribué à la découverte des pyramides et tombeaux des reines épouses de pharaon :
- les pyramides de deux reines de Pépi Ier, les épouses royales Inenek Inti et Noubounet ;
- le temple funéraire de la reine-mère Ânkhésenpépi II, épouse de Pépi Ier puis de Mérenrê Ier, mère de Pépi II ;
- la pyramide au nom de la reine Mérétitès II, épouse de Néferkarê[2] ;
- la pyramide de la reine Ânkhésenpépi III, épouse du roi Pépi II ;
- un tombeau pyramidal du prince Horneterikhet, fils de Pépi Ier, et de sa mère l'épouse royale Mehaa ;
- ainsi qu'un tombeau anonyme.

## Publications
- Avec Jean-Philippe Lauer et Jean Leclant, Mission archéologique de Saqqarah. II, Le temple haut du complexe funéraire du roi Ounas, no 73, BdE, IFAO, Le Caire, 1977.
- Les Reines de Téti, Khouit et Ipout Ire. Recherches architecturales, no 1, dans Hommages à Jean Leclant, IFAO, Le Caire, 1994.
- Avec Ahmed Mahmoud Moussa, Le temple d'accueil du complexe funéraire du roi Ounas, no 111, BdE, IFAO, Le Caire, 1996, 2002.
- L'architecture des pyramides à textes, I, Saqqara Nord, Mission archéologique de Saqqara III, no 114, BdE, IFAO, Le Caire, 1996.

- Prix Bordin de l'Académie des inscriptions et belles-lettres (1997)
- Avec Jean-Philippe Lauer, Les complexes funéraires d'Ouserkaf et de Néferhétepès, no 130, 2 vol., BdE, IFAO, Le Caire, 2000.
- L'architecture des pyramides à textes, II, Saqqara Sud, no 131, BdE, IFAO, Le Caire, 2000.